# Prix Lavater
Le Prix Lavater est une course hippique de trot monté qui se déroule fin mai ou début juin sur l'hippodrome de Vincennes à Paris.
C'est une course de Groupe II réservée aux chevaux de 4 ans, hongres exclus, ayant gagné au moins 25 000 € (conditions en 2025).
Elle se court sur la distance de 2 700 mètres, grande piste. L'allocation s'élève en 2025 à 120 000 €, dont 54 000 € pour le vainqueur.
Elle est baptisée en hommage à un étalon fondateur de la race du Trotteur français.

## Palmarès depuis 1966
| Année | Vainqueur          | Père               | Jockey                   | Entraîneur           | Temps  |
| ----- | ------------------ | ------------------ | ------------------------ | -------------------- | ------ |
| 2025  | Lisbonne Dry       | Singalo            | Paul-Philippe Ploquin    | Patrick Ploquin      | 1'12"5 |
| 2024  | Kelly de Banville  | Éridan             | Paul-Philippe Ploquin    | Stéphane Bourlier    | 1'12"7 |
| 2023  | Jasper des Charmes | Kesaco Phedo       | Éric Raffin              | Jean-Michel Bazire   | 1'13"3 |
| 2022  | Indigo du Poret    | Django Riff        | Éric Raffin              | Stéphane Cingland    | 1'13"5 |
| 2021  | Hopla des Louanges | Gazouillis         | Anthony Barrier          | Franck Leblanc       | 1'13"  |
| 2020  | Guide Moi Forgan   | Neutron du Cébé    | Christopher Corbineau    | Pascal Castel        | 1'12"5 |
| 2019  | Feeling Cash       | Ready Cash         | Éric Raffin              | Philippe Allaire     | 1'13"5 |
| 2018  | Équinoxe Jiel      | Rancho Gédé        | Matthieu Abrivard        | Jean-Luc Dersoir     | 1'14"2 |
| 2017  | Django Riff        | Ready Cash         | Yoann Lebourgeois        | Philippe Allaire     | 1'15"3 |
| 2016  | Canadien d'Am      | Ready Cash         | Mathieu Mottier          | Franck Leblanc       | 1'14"1 |
| 2015  | Best of Jets       | Magnificent Rodney | François Lagadeuc        | Jean Michel Baudouin | 1'13"6 |
| 2014  | À Nous Deux        | Goetmals Wood      | Nathalie Henry           | Ronny Kuiper         | 1'14"2 |
| 2013  | Vision Intense     | Prodigious         | Nathalie Henry           | Philippe Moulin      | 1'13"7 |
| 2012  | Utoky              | Cygnus d'Odyssée   | Franck Nivard            | Franck Leblanc       | 1'15"5 |
| 2011  | Tsar de Tonnerre   | Kallighan          | Mathieu Mottier          | Patrick Hawas        | 1'15"8 |
| 2010  | Surabaya Jiel      | Goetmals Wood      | Matthieu Abrivard        | Jean-Luc Dersoir     | 1'13"9 |
| 2009  | Rombaldi           | Lulo Josselyn      | Matthieu Abrivard        | Jean-Luc Dersoir     | 1'14"2 |
| 2008  | Quinta des Lucas   | Cygnus d'Odyssée   | Romain Larue             | Bruno Marie          | 1'15"7 |
| 2007  | Paddy du Buisson   | Achille            | Nathalie Henry           | Bernard Desmontils   | 1'14"7 |
| 2006  | Orange de Vire     | Dance Marathon     | Pierre-Yves Verva        | Cedrick Paris        | 1'15"3 |
| 2005  | Néoh Jiel          | Capriccio          | Philippe Masschaele      | Jean-Luc Dersoir     | 1'16"4 |
| 2004  | Migraine           | Alligator          | Nathalie Henry           | Bernard Desmontils   | 1'17"5 |
| 2003  | Litya de Bossens   | Calife des Noués   | Matthieu Abrivard        | Joël Hallais         | 1'16"1 |
| 2002  | Kérido du Donjon   | Coktail Jet        | Philippe Masschaele      | Jean-Luc Janvier     | 1'16"7 |
| 2001  | Jomo du Rib        | Tarass Boulba      | Jean-Loïc-Claude Dersoir | Joël Hallais         | 1'19"1 |
| 2000  | Idéal de l'Iton    | Cygnus d'Odyssée   | Michel Lenoir            | Michel Roussel       | 1'17"5 |
| 1999  | Hostis Avis        | Adama              | Michel Lenoir            | Michel Roussel       | 1'16"2 |
| 1998  | Gringo de Villière | Tabac Blond        | Laurent-Claude Abrivard  | Pierre Vercruysse    | 1'17"5 |
| 1997  | Fac Simile         | Jiosco             | Jean-Loïc-Claude Dersoir | Joël Hallais         | 1'20"2 |
| 1996  | Éclair de Vandel   | Sancho Pança       | Jean-Loïc-Claude Dersoir | Joël Hallais         | 1'18"1 |
| 1995  | Dapper James       | Oligo              | Jean-Claude Hallais      | Jean-Claude Hallais  | 1'18"4 |
| 1994  | Cashinga           | Passionnant        | André Meunier            | Jean-Pierre Dubois   | 1'19"4 |
| 1993  | Blue Dream         | Pershing           | Jean-Philippe Mary       | Philippe Allaire     | 1'19"6 |
| 1992  | Alpha Barbés       | Néric Barbés       | Jean-Philippe Mary       | Christian Bigeon     | 1'19"2 |
| 1991  | Voici du Niel      | Kimberland         | Laurent-Claude Abrivard  | Ulf Nordin           | 1'19"1 |
| 1990  | Ursulo de Crouay   | Mivus              | Philippe Gillot          | Joël Hallais         | 1'19"2 |
| 1989  | Tarif du Bois      | Godiris            | Jules Lepennetier        | Daniel Béthouart     | 1'20"6 |
| 1988  | Sequin de Fontaine | Kaprius            | Alain Laurent            | Bernard Chaucheprat  | 1'20"1 |
| 1987  | Rantzau            | Darold II          | Philippe Békaert         | Ulf Nordin           | 1'19"9 |
| 1986  | Queila Gédé        | Gazon              | Yvon Martin              | Yvon Martin          | 1'21"8 |
| 1985  | Potin d'Amour      | Chambon P          | Yves Dreux               | Jan Kruithof         | 1'19"7 |
| 1984  | Olympien de Fo     | Hyde Park          | Michel-Marcel Gougeon    | Raymond Ermeneux     | 1'20"2 |
| 1983  | Night and Day      | Vinci II           | Michel Chauvin           | Léopold Verroken     | 1'19"7 |
| 1982  | Major de Tillard   | Quioco             | Michel Chauvin           | Léopold Verroken     | 1'20"7 |
| 1981  | Loustic de la Tour | Tatius             | Michel-Marcel Gougeon    | Robert Ricklin       | 1'21"8 |
| 1980  | Kaiser Trot        | Canino             | Michel Lenoir            | Joël Hallais         | 1'20"5 |
| 1979  | Jaguar du Corta    | Valmont            | Michel Lenoir            |                      | 1'19"6 |
| 1978  | Istraeki           | Paléo              | Michel-Marcel Gougeon    | Roger Ledoyen        | 1'20"3 |
| 1977  | Hurgo              | Ursin L            | Jean-Claude Hallais      |                      | 1'19"6 |
| 1976  | Graveur            | Remember           | Alain Sionneau           |                      |        |
| 1975  | Fiesta             | Médoc              | Jacques-Maurice Riaud    |                      | 1'21"  |
| 1974  | Engin              | Olivier IV         | Louis Sauvé              |                      | 1'20"7 |
| 1973  | Darold II          | Harold D III       | Éric Clouet              |                      | 1'21"1 |
| 1972  | Camille II         | Orphée             | Jean Mary                |                      | 1'21"2 |
| 1971  | Belle Touche       | Fandango           | Jean Mary                |                      | 1'19"7 |
| 1970  | Arbella            | Harold D III       | Gérard Mascle            |                      | 1'19"9 |
| 1969  | Vaccarès II        | Horus L            | Jean Mary                |                      | 1'19"  |
| 1968  | Umuse P            | Jidalium           | Jean Mary                |                      | 1'21"5 |
| 1967  | Tabriz             | Feu Follet X       | Pierre Giffard           |                      | 1'19"3 |
| 1966  | Sole Mio B         | Carioca II         | Gérard Mascle            |                      | 1'22"8 |

## Sources
- Pour les conditions de course et les dernières années du palmarès : site de la SETF
- Pour les courses plus anciennes : archives des quotidiens  (Ouest-France, Sud-Ouest…)